# Ctenochira sculpturata
Ctenochira sculpturata är en stekelart som beskrevs av Dmitriy R. Kasparyan 1972. Ctenochira sculpturata ingår i släktet Ctenochira och familjen brokparasitsteklar. Utöver nominatformen finns också underarten C. s. kamtshatica.